# حبيب بن أبي عبيدة الفهري
حبيب بن أبي عبيدة بن عقبة بن نافع الفهري ، (توفي سنة 124). عاش في عصر الدولة الأموية، وكان من أهم القادة العسكريين في المغرب، ومن أهم من برز فيها في ساحات القتال، وهو من أسرة تنتسب إلى القائد الفاتح عقبة بن نافع منشئ القيروان.

## نسبه
هو أبو خالد حبيب بن أبي عبيدة بن عقبة بن نافع بن عبد القيس بن لقيط بن عامر بن أمية بن الظرب بن أمية بن الحارث بن فهر بن مالك بن النضر بن كنانة هو قريش بن كنانة بن خزيمة بن مدركة بن إلياس بن مضر بن نزار بن معد بن عدنان.[بحاجة لمصدر]

## اسرته
تزوج بأخت موسى بن نصير. بطل المغرب والأندلس، وأنجب منها: خالد، عبد الرحمن، أبو أيوب، إلياس، عبد الوارث، وعمران.[بحاجة لمصدر]

## فتوحات

### فتوحات بحرية
فتح سردينيا
في سنة 135 هـ، غزا حبيب جزيرة سردينيا (سَرْدانِيَة أو سَرْدِينيَة)؛ ثانى أكبر جزر البحر الأبيض المتوسط من حيث المساحة بعد جزيرة صقلية، واستطاع حبيب فتحها، قال ابن الأثير الجزري (وفي سنة خمس وثلاثين ومائة غزاها عبد الرحمن بن حبيب بن أبي عبيدة الفهري، فقتل من بها قتلاً ذريعًا، ثم صالحوه على الجزية، فأُخِذت منهم، وبقيت، ولم يَغْزُها بعده أحد)
فتح صقلية
غزا حبيب بن أبي عبيدة‘ جزيرة صقلية في البحر الأبيض المتوسط، وارسل ابنه عبد الرحمن بن حبيب الفهري وفتح عاصمتها سرقوسة قال بن الاثير: (ثم سيره غازيا إلى جزيرة صقلية سنة اثنتين وعشرين ومائة ومعه ابنه عبد الرحمن بن حبيب فلما نزل بأرضها وجه عبد الرحمن على الخيل فلم يلقه أحد إلا هزمه عبد الرحمن فظفر ظفرا لم ير مثله حتى نزل على مدينة سرقوسة وهي من أعظم مدن صقلية فقاتلوه فهزمهم وحصرهم فصالحوه على الجزية.)

### فتوحات الاندلس
فتح برشلونة
فقد شارك حبيب بن أبي عبيدة الفهري موسى بن نصير وطارق بن زياد في فتح برشلونة التي تقع شمال شرق الأندلس سنة 92هـ وكان ذلك الفتح أول فتوحهم متحدين.
فتح سرقسطة
بعد فتح برشلونة إتّجه الفاتحون سويّةً إلى مدينة سَرَقُسْطَةْ وهي أعظم مدن الشمال الشرقي ففتحوها، وقد شارك حبيب في ذاك الفتح.
فتح أربونة
وشهد حبيب بن أبي عبيدة مع موسى بن نصير فتحًا أبعد من المدينتين السّابقتين إذ عبر معه جبال البرتات وإفتتحوا مدينة أربونة، وبعدها تابعوا حتى وصلوا أفينيون وتابعوا حتى إفتتحوا مدينة ليون، وكان حبيب قد شارك في فتح قادس، وعُيّن على رأس الجند الذين كلفوا بحراسة الثغور في الأندلس.
فتح السودان (موريتانيا - السنغال - غانة)
- قال ابن الأثير الجزري: (ثم إنّ عبيد الله جهز جيشاً مع حبيب بن أبي عبيدة وسيرهم إلى أرض السودان فظفر بهم ظفراً لم يظفر أحد مثله وأصاب ما شاء، ثم غزا البحر).
- قال ابن خلدون:(وبعث حبيب بن أبي عبيدة بن عقبة بن نافع غازيا إلى المغرب فبلغ السوس الأقصى وأرض السودان، وأصاب من مغانم الذهب والفضة والسبي كثيرا).
- قال ابن عذاري: (وبعث حبيب بن أبي عبيدة بن عقبة بن نافع الفهري غازياً إلى السوس الأقصى فبلغ أرض السودان ولم يقابله أحد إلا ظهر عليه ولم يدع بالمغرب قبيلة إلا داخلها وأصاب من السبي أمراً).
- قال بن عبد الحكم: (وغزا عبيد الله حبيب بن أبي عبيدة الفهري السوس وأرض السودان فظفر بهم ظفراً لم يُر مثله وأصاب ما شاء من ذهب، وكان فيما أصاب جاريتان من جنس تسميه البربر أجان).
- ذكر الرقيق القيرواني أن: (حبيب بن أبي عبيدة بن عقبة بن نافع جاء غازيا إلى المغرب فبلغ السوس الأقصى وأرض السودان ولم يقابله أحد إلا ظهر عليه، وأصاب من الذهب والفضة والسبي أمراً عظيماً… وسبى من قبيل من قبائل البربر يقال لهم مسوفة في طريق السودان).
- قال الناصري ان حبيب بن ابي عبيدة: (انتهى إلى السوس الأقصى وقاتل مسوفة ثم تخطاهم جنوبا إلى تخوم السودان))

وغزا حبيب بلاد السودان وافتتح في طريقه بلاد مُسُوفَة، وهي ما يعرف اليوم بـ موريتانيا ثم افتتح بلاد مالي وهي واقعة بين إقليم «صوصو» وإقليم «كوكو» ثمّ افتتح بلاد الصوصو التي تقع في غربيّ بلاد مالي وتمتدّ لشواطئ بحر الظلمات. ثمّ افتتح بلاد غانة الواسعة التي تقع في غربيّ إقليم «صوصو» وقد أسلم أهلها حينها.
وبعد ذلك افتتح إقليم «كوكو» وهو في شرقيّ مالي ثمّ افتتح إقليم «التَّكرور» وهو في شرقي «كوكو»، وافتتح أيضا بلاد «البورنو» وهو في الشرق من بلاد «التكرور» وافتتح بعدها بلاد «كانم» وهي بين إفريقية وبرقة من الجنوب، أي بلاد النيجر حاليًّا.
وقد أسلم الكثير من أهل هٰذه البلاد وقامت المساجد فيها بعد الفتح العظيم بقيادة حبيب، وقد أدرك المؤرخ الكبير البكري الأندلسيّ أهل هٰذه البلاد، ووجدهم مسلمين وديارهم عامرة بالمساجد ووجد هنالك بعضًا من أحفاد بقايا جيش حبيب بن أبي عبيدة الذين كانوا مؤسسي المساجد ومعلّمي الإسلام لأهل هذه البلاد.
وفي هٰذا الفتح أصاب حبيب الغنائم الكثيرة التي لا تُحصى، وفرح به عبيدالله بن الحبحاب والي إِفريقية فرحًا شديدًا.

## مقتلة
قامت معركة بقدورة ضد الخوارج بقيادة كلثوم بن عياض القشيري والخوارج بقيادة أبو يوسف الهواري وخالد بن حميد الزناتي على نهر سبو وانتصر الخوارج في بداية المعركة وقتل كلثوم وكذلك القائد حبيب بن ابي عبيدة واخذت الخوارج نشوة النصر فتبعهم أبو يوسف الهواري وخالد بن حميد الزناتي فثبت العرب لهم بقيادة بلج بن بشر القشيري ومعه قائدا شجاع يدعى حسان بن عتاهية التجيبي فهزموا الخوارج شر هزيمة وقتلوهم قتلا ذريعا وقتل قائدهم أبو يوسف الهواري ونجا خالد بن حميد مهزومنا مدحورا بمن نجا معه من الخوارج البربر ويقول بن عساكر في تاريخ دمشق يصف انتصار العرب ((أَخْبَرَنَا أَبُو غَالِب مُحَمَّد بْن الحسن، أَنْبَأَنَا مُحَمَّد بْن عَلِيّ، أَنْبَأَنَا أَحْمَد بْن إِسْحَاق، حَدَّثَنَا أَحْمَد بْن عِمْرَان، حَدَّثَنَا مُوسَى، حَدَّثَنَا خليفة ثم قال وانهزم بلج بْن بشر ابن عم كلثوم بالناس، فاتبعهم أَبُو يُوسُف، وخالد بْن حميد، وفي ساقة بلج بْن بشر حسان بن عتاهية، فلما غشوه قاتلهم، وصبر لهم، وقتلهم، وهزمهم، وقتل أَبُو يُوسُف وناس كثر من الصفرية، ومضت الصفرية عَلَى هزيمتها، ومضى بلج وأصحابه، فنزلوا الحصن.
وحمل عبد الرحمن بن حبيب الفهري والده حبيب بن ابي عبيدة إلى سبتة حيث دفن هناك.